# دل اندروز
دل اندروز (انگلیسی: Del Andrews؛ ۵ اکتبر ۱۸۹۴ – ۲۷ اکتبر ۱۹۴۲) یک کارگردان و فیلم‌نامه‌نویس اهل ایالات متحده آمریکا بود.
وی نامزد جایزه اسکار بهترین فیلم‌نامه اقتباسی برای فیلم در جبهه غرب خبری نیست از روی کتابی به همین نام در سومین دوره این مراسم بوده است.